# Raul Must
Raul Must (født 9. november 1987 i Haapsalu) er en estisk badmintonspiller. I 2007 kvalificerede han sig til VM, men blev slået ud allerede i første omgang med 21-12, 21-11 mod Björn Joppien. Han deltog også i Sommer-OL 2008 i Beijing hvor han røg ud i første runde mod Przemysław Wacha fra Polen.